# Pipino (nome)
Pipino  è un nome proprio di persona italiano maschile.

## Varianti
- Ipocoristici: Pino

### Varianti in altre lingue
- Catalano: Pipí
- Croato: Pipin
- Francese: Pépin
- Germanico: Pipin[1][2], Pippin[1][2], Pibbin[1], Bibbin[1]
- Inglese: Pepin
- Latino: Pippinus
- Lettone: Pipins
- Lituano: Pipinas
- Olandese: Pepijn[2]
- Polacco: Pepin
- Portoghese: Pepino
- Spagnolo: Pipino
- Tedesco: Pippin
- Ungherese: Pipin

## Origine e diffusione
Si tratta di un nome di origine franca, di significato incerto: potrebbe essere basato sull'elemento germanico bib, "tremare" (avendo quindi il significato di "terribile", "che ispira terrore") oppure su bif ("moto", "aria", "acqua").

## Onomastico
L'onomastico si festeggia il 21 febbraio in memoria di san Pipino di Landen, detto "il Vecchio".

## Persone

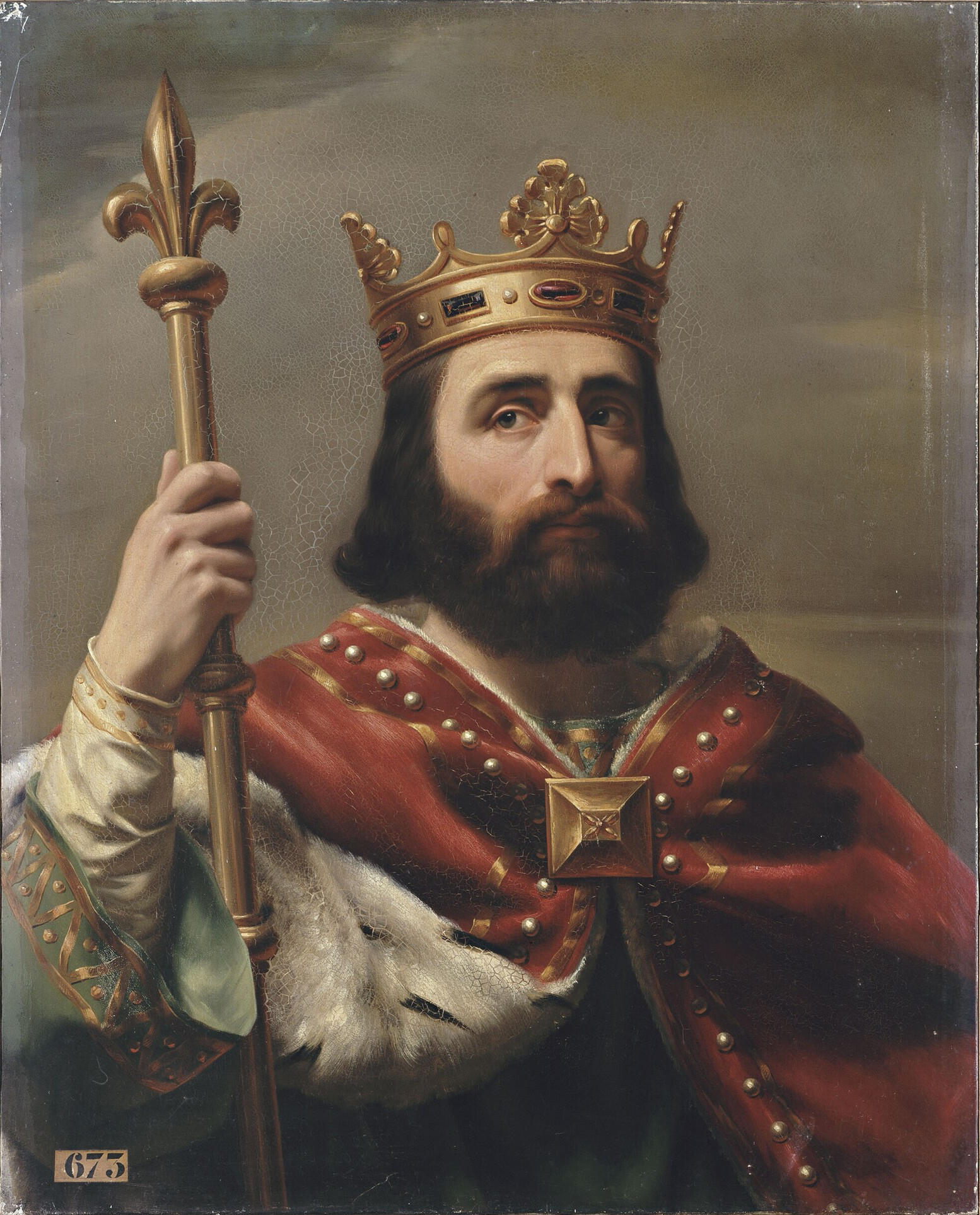
Pipino il Breve

- Pipino I di Aquitania, re dei Franchi d'Aquitania
- Pipino II di Aquitania, re dei Franchi d'Aquitania
- Pipino di Herstal, Maggiordomo di Austrasia
- Pipino d'Italia, re d'Italia
- Pipino di Landen, Maggiordomo di Austrasia
- Pipino I di Vermandois, conte del Vermandois, signore di Senlis e Peronne e conte di Saint-Quentin
- Pipino il Breve, re dei Franchi
- Pipino il Gobbo, figlio di Carlo Magno

### Variante Pepijn
- Pepijn Smits, nuotatore olandese

## Il nome nelle arti
- Pepin è un personaggio della serie animata Pepin, un piccolo eroe per una grande leggenda.
- Pipino Piranha è un personaggio della serie Mario.
- Peregrino "Pipino" Tuc è un personaggio del romanzo di J. R. R. Tolkien Il Signore degli Anelli.